# John James Shepherd
John James Shepherd (Bicknor, 2 juni 1884 - Aston Ingham, 9 juli 1954) was een Brits sporter. 
Shepherd won met het Londense politieteam drie medailles bij het touwtrekken. Tijdens de spelen in 1908 in eigen land won hij de gouden medaille door in de finale te winnen van het politieteam uit Liverpool. 
Vier jaar later tijdens de 1912 verloor Shepherd met het Londense politieteam de finale van de politie uit Stockholm. Bij de volgende spelen acht jaar later won Shepherd olympisch goud in Antwerpen door in de finale de Nederlandse ploeg te verslaan.
1900: Aabye, Schmidt, Winckler, Nilsson, Söderström, Staaf ·
1904: Olson, Johnson, Seiling, Magnusson, Flanagan ·
1908: Barrett, Goodfellow, Humphreys, Hirons, Ireton, Merriman, Mills, Shepherd ·
1912: Andersson, Bergman, Edman, Fredriksson, Gustafsson, Jonsson, Larsson, Lindström ·
1920: Canning, Holmes, Humphreys, Mills, Sewell, Shepherd, Stiff, Thorn